# 117430 Achosyx
117430 Achosyx è un asteroide della fascia principale. Scoperto nel 2005, presenta un'orbita caratterizzata da un semiasse maggiore pari a 3,0431834 UA e da un'eccentricità di 0,1018360, inclinata di 14,08307° rispetto all'eclittica.